# استفان سژورنی
استفان سژورنی (انگلیسی: Stéphane Séjourné؛ زادهٔ ۲۶ مارس ۱۹۸۵) سیاستمدار اهل فرانسه است که از ژانویه تا سپتامبر ۲۰۲۴ وزیر امور خارجه فرانسه بود. او همجنس‌گرا است.

## پیشینه
وی از زمان ورود به پارلمان در کمیته امور حقوقی خدمت کرده‌است. او همچنین در سال ۲۰۲۰ به کمیته ویژه هوش مصنوعی در عصر دیجیتال پیوست.
سژورنی عضو کمیسیون نمایندگان پارلمانی برای روابط با آمریکای‌لاتین است.
سژورنی متحد نزدیک امانوئل ماکرون (رئیس‌جمهور فرانسه) است.